# Mitra gabonensis
Mitra gabonensis is een slakkensoort uit de familie van de Mitridae. De wetenschappelijke naam van de soort is voor het eerst geldig gepubliceerd in 1984 door Biraghi.